# Chrysometa aramba
Chrysometa aramba là một loài nhện trong họ Tetragnathidae.
Loài này thuộc chi Chrysometa. Chrysometa aramba được Herbert W. Levi miêu tả năm 1986.